# 師逵
師 逵（し き、1366年 - 1427年）は、明代の官僚。字は九達。本貫は東平府東阿県。

## 生涯
幼くして父を失い、母に孝事した。洪武年間、国子生として御史に従い、事件調査に出かけた。御史に弾劾されて、逮捕連行された。洪武帝は師逵の立派な顔つきを見て釈放し、師逵は御史台書案牘に落とされた。長らくを経て御史に抜擢され、陝西按察使に転じた。母が死去し、師逵は官を去って喪に服した。1402年（建文4年）、永楽帝が即位すると、師逵は兵部右侍郎として召し出された。ほどなく吏部右侍郎に転じた。1406年（永楽4年）、北京の宮殿の建設のため、師逵は湖広に派遣され、木材の伐採を監督した。1409年（永楽7年）、左中允の周幹らにより伐採事業監督の厳酷さを弾劾された。ときに皇太子朱高熾が監国しており、太子の特別の計らいで、不問に付された。1410年（永楽8年）、永楽帝が漠北遠征の軍を起こすと、師逵は糧食の補給輸送を総督するよう命じられた。1413年（永楽11年）、木材の運送が停止され、師逵は南京に召還された。1416年（永楽14年）、青州に漢邸を作った。1422年（永楽20年）、吏部右侍郎のまま南京礼部侍郎を代行した。
1424年（永楽22年）8月、洪熙帝（朱高熾）が即位すると、師逵は南京戸部尚書に進み、吏部を兼掌した。1427年（宣徳2年）1月、在官のまま死去した。享年は62。
子が8人あった。

## 人物・逸話
- 師逵が13歳のとき、母が病にかかり、藤の花の菜を求めたので、師逵は城を出て南に20里あまりのところでそれを得た。夜更けに帰ろうとして虎に遭遇した。師逵が驚いて天を呼ぶと、虎はかれを放置して去った。母の病はほどなく快癒した。
- 師逵が陝西按察使となると、獄中の未決囚1000人の処分を10日ほどのあいだで決定し、全員を有罪とした。
- 母が死去すると、師逵は官を辞して帰郷し、墓のそばの廬に住んで、3年のあいだ酒を飲まず肉を食わなかった。
- 師逵が湖広で木材伐採を監督することになると、10万人の民衆を動員して山に入らせ、道路を開き、商人や軍属を召し出して物資を調達し、伐採事業を進めた。師逵の監督はすこぶる厳しく、動員された民衆は労役の負担に耐えかねて、多くは李法良の反乱に合流した。
- 師逵は吏部にあって蹇義を補佐すること20年、師逵の性格は知られていたため、師逵に対して私的な請託を行おうとする者はいなかった。
- 師逵は産業を営まず、俸禄や賜物はみな宗党に分与した。
- 永楽帝は北京にいたとき、「六部の扈従の臣のうち、貪欲でない者は師逵ひとりだけだ」と評した。